# Eőssi András
Eőssi András (Ősi András) (1520(?) – 1600 körül) székely főnemes, a szombatos felekezet megalapítója.

## Élete
Udvarhelyszéken, Szenterzsébeten lakott, Küküllő- és Fejérmegyékben terjedelmes földbirtokai voltak. Az Erdélyben lábra kapó unitárius hitnek egyik legrégibb híve, már 1567-ben Dávid Ferenchez csatlakozott. Az élet megviselte, bénult, beteges ember volt, gyermekeit, három fiát és nejét elvesztette, s a vallásban keresett enyhülést. A vallásos irodalom tanulmányozása vezette a szombatosság kialakításához; ennek az új hitnek maga volt első apostola, írója és énekszerzője. Nem volt iskolázott teológus, még a korabeli humanisztikus műveltség színvonalán sem állott, de a Bibliában és az egyháztörténelemben annál jártasabb volt. Kiváló hatást gyakorolt a szombatosság fejlődésére, hogy Péchi Simont fiává fogadta. Péchi Erdély főkancellárja s a szombatosság egyházi és világi ereje lett; hozzácsatlakoztak a felekezet legjobbjai, köztük Bogáthi Fazekas Miklós. Ebből a társaságból került ki a szombatos-irodalom első sarjadzása.

## Munkássága
Eőssi maga is írt, és másokkal is íratott különböző egyházi műveket, imákat, prédikációkat, magyarázatokat, énekeket. Ennek eredményeképpen a szombatosoknak már 1600 körül rendszeres énekeskönyvük volt, melyet valószínűleg Eőssi maga szerkesztett. Ez is, mint saját művei, kéziratban maradt meg. Kéziratban maradt művei:
- Hitcikkek: Káté;
- két magyar ima;
- Énekeskönyv az hamis vallásoknak rontására és az igaz vallásnak minden részeinek megmutatására. (E versbe szedett káté 14 tankölteményt foglal magában.)